# أولاد الكرن
 أولاد الكرن (بالإنجليزية: OULAD EL GARNE)‏ هي جماعة قروية تابعة لإقليم قلعة السراغنة ضمن جهة مراكش تانسيفت الحوز بالمغرب. بلغ مجموع عدد سكان  أولاد الكرن حسب إحصاءات 2004 حوالي 6174 نسمة يعيشون في 1069أسرة.

## إحصاء عام
| السنة | عدد السكان | عدد الأسر | عدد الأجانب |
| ----- | ---------- | --------- | ----------- |
| 1994  | 5879       | 877       | °°°°        |
| 2004  | 6174       | 1069      | 0           |